# 12380 Sciascia
A 12380 Sciascia (ideiglenes jelöléssel 1994 PB14) a Naprendszer kisbolygóövében található aszteroida. Eric Walter Elst fedezte fel 1994. augusztus 10-én.